# Afrosteles distans
Afrosteles distans är en insektsart som beskrevs av Rauno E. Linnavuori 1959. Afrosteles distans ingår i släktet Afrosteles och familjen dvärgstritar. Inga underarter finns listade i Catalogue of Life.